# Bie Koboa

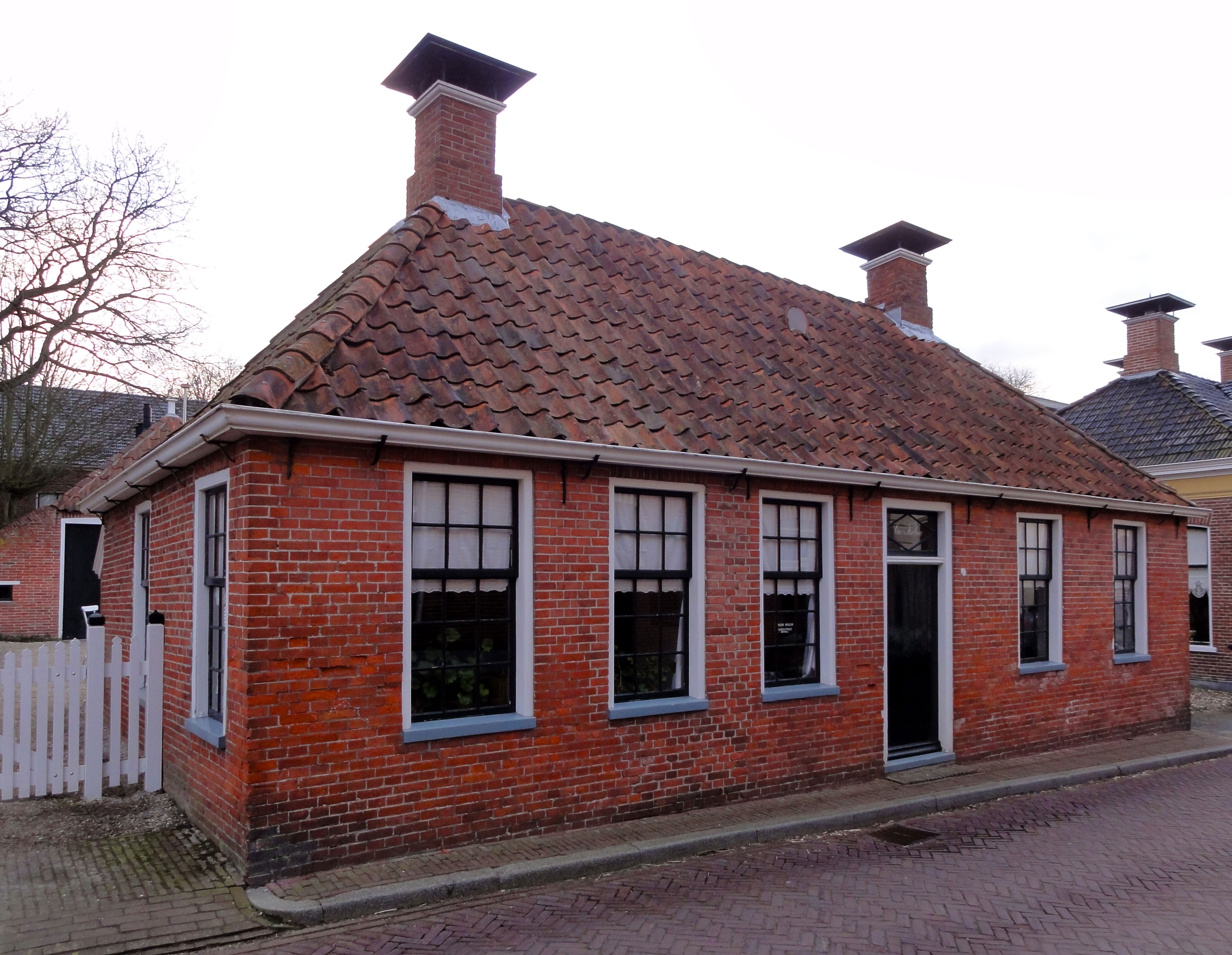
Het voormalige winkeltje en kroegje Bie Koboa in Warffum anno 2011

Bie Koboa was een winkeltje annex kroegje in Warffum. Het pand is als monument onderdeel van het Openluchtmuseum Het Hoogeland in Warffum.

## Geschiedenis
Het huis werd in 1864 gekocht door de arbeider Jacob Werkema (1830-1888) en zijn vrouw Malina Margaretha Pieters Bolt (1838-1915). Jacob was geboren in Feerwerd en zijn vrouw in Sauwerd. Zij trouwden in 1861 in Warffum en kochten drie jaar later de woning, waar zij een kruidenierswinkeltje begonnen. Of er ook al direct een kroeg in gevestigd werd is niet zeker. In ieder geval dreef Malina er, na het overlijden van haar man in 1888, niet alleen een kruidenierszaakje, maar ook een kroeg. Na haar overlijden in 1915 kwam de zaak in handen van haar ongehuwde dochter Jacoba Ebelina (1868-1947), die Koboa werd genoemd. Aan haar heeft het pand zijn naam te danken Bie Koboa. Koboa was ruim dertig jaar herbergierster in Warffum, tot haar overlijden in 1947.
Op 29 april 1906 was deze kroeg het toneel van de moord op de 30-jarige arbeider Geert Dijkema, die tijdens een kroegruzie, om het leven werd gebracht door een 56-jarige scharenslijper, die hem met een beitel in de hartstreek stak. Over dit misdrijf werd op 30 oktober 1910 het moordlied "Vreeselijke Moord gepleegd te Warffum op de 30 jarige Geert Dijkema" geschreven, door Anna Schipper.
De voormalige herberg, een pand met schilddak en twee hoekschoorstenen, is erkend als rijksmonument en maakt deel uit van het Openluchtmuseum Het Hoogeland. het doet dienst als café, winkeltje en vergaderplaats.